# 上腕骨近位部骨折
上腕骨近位部骨折（じょうわんこつきんいぶこっせつ、英: Proximal humeral fracture）は、腕の上部の骨（上腕骨）の骨折である。症状には、痛み、腫れ、肩を動かす能力の低下などがあげられる。合併症には、腋窩神経または腋窩動脈などの損傷があげられる。
一般的な原因は、腕からの転倒または腕への直接的な外傷である。危険因子には骨粗鬆症と糖尿病があげられる。診断は通常、 X線またはCTスキャンに基づいて行われる。上腕骨近位部骨折は上腕骨骨折の一種である。上腕骨近位部骨折にはいくつかの分類システムが存在する。
一般的な治療は、腕つり三角巾を短時間使用した後、特定の運動訓練を行うことである。ほとんどの場合はこれらの治療が適切であり、骨の破片が分離されている場合にも適応される。あまり一般的ではないが、手術が推奨される場合もある。
上腕骨近位部骨折は一般的によくみられる骨折である。高齢者に最も一般的に多くみられる。高齢者層では、股関節、コーレス骨折に次いで3番目に多い骨折である。男性よりも女性の方が頻繁に影響を受ける。